# 박철우 (축구인)
박철우(朴哲祐, (1965년 9월 29일~ ))은 대한민국의 전 축구 선수 및 현 지도자이다.
한편, 1993년 4월 17일 일화 천마전에서 전.후반 0-0으로 비긴 뒤 맞이한 승부차기 슈팅 3개를 모두 막아내 3-0 승리에 기여하기도 했는데 당시 일화 골키퍼였던 사리체프는 그 해 5월 29일 포철 아톰즈전에서 전.후반 0-0으로 비긴 뒤 맞이한 승부차기 슈팅 3개를 모두 막아내 3-0 승리에 기여했다.